# 탄산수

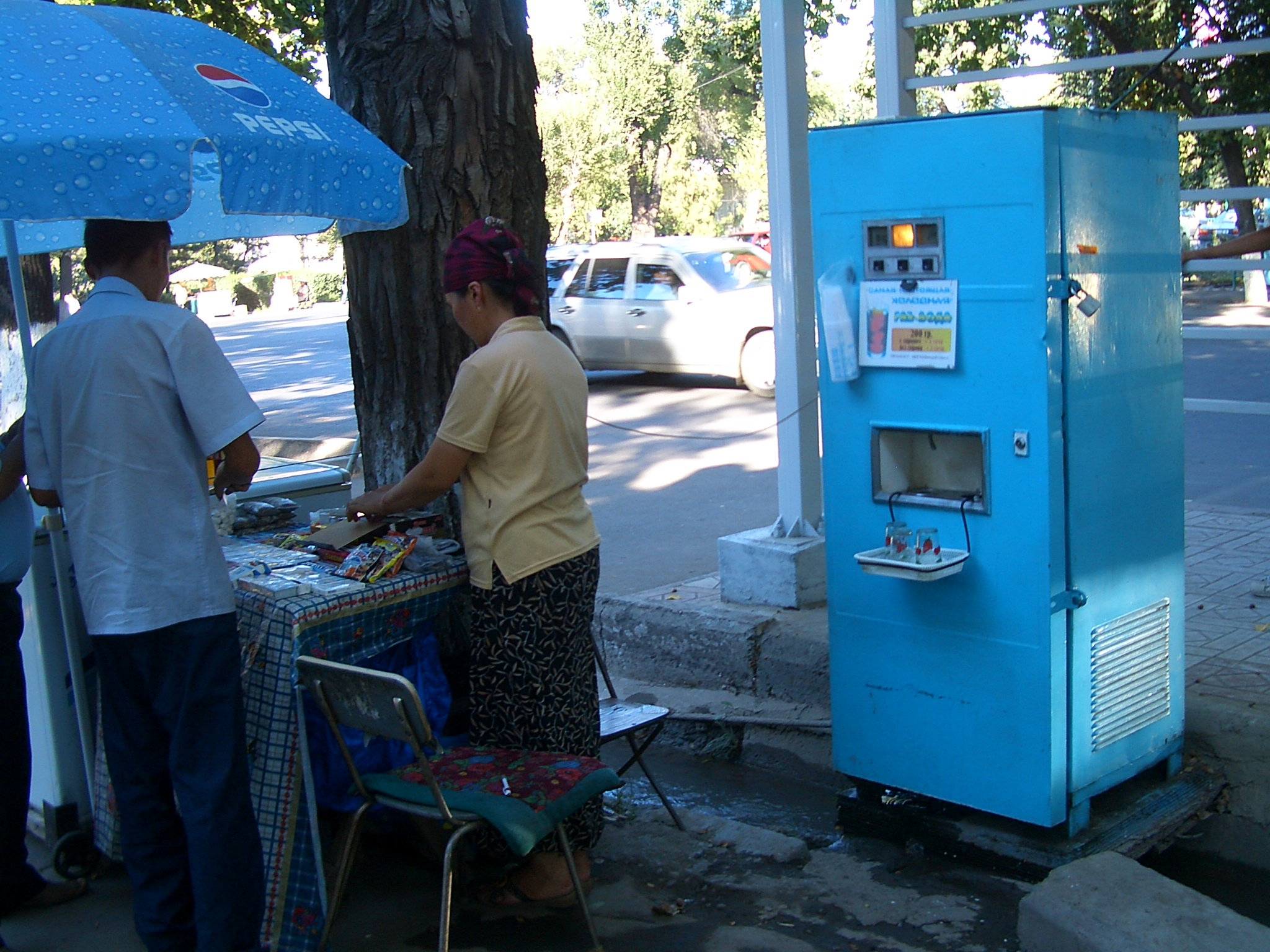
탄산수 판매기

탄산수(炭酸水,영어: carbonated water, club soda, soda water, sparkling water, seltzer water, Selters, fizzy water)는 청량 음료의 한 가지이다. 탄산수는 이산화 탄소의 포화 수용액으로써, 청량음료나 의약품, 혹은 실험 따위에 쓰이고 있다.
주요 성분인 물에 무기 염류와 탄산 가스를 원료로 투입한 것이다. 주로 감미료나 향료 따위를 넣은 것도 있다. 탄산수 제조기를 쓰면 일반인도 쉽게 사이다 같은 탄산수를 만들 수 있다. 탄산수 제조기는 10만원대부터 고가의 제품까지 다양하게 분포되어 있다.

## 같이 보기
- 산소수
- 이산화 탄소